# Сельское поселение Лаговское
Сельское поселение Лаговское — упразднённое муниципальное образование, существовавшее в составе Подольского муниципального района Московской области России. Административным центром поселения являлся посёлок Железнодорожный.

## Географические данные
Общая площадь — 183,62 км², что делает поселение крупнейшим муниципальным образование Подольского района. Муниципальное образование находится в южной части Московской области, в юго-восточной части Подольского района и граничит с:
- городским округом Подольск;
- городским округом Климовск;
- городским поселением Львовский;
- городским округом Домодедово;
- сельским поселением Дубровицкое Подольского района;
- поселением Щаповское города Москвы;
- сельским поселением Любучанское Чеховского района;
- сельским поселением Стрелковское Подольского района.

Климат в поселении — умеренно континентальный, формирующийся за счёт приходящего с запада влажного воздуха Атлантики. Лето тёплое, зима умеренно холодная с устойчивым снежным покровом.
По территории поселения протекают несколько рек, в том числе Моча (приток Пахры), Жественка, Каменка, Конопелька, Петрица, Раковка, Рогожка, Рожай, Руденка.

## Население
| 2006    | 2007    | 2008    | 2009    | 2010    | 2011    | 2012    |
| ------- | ------- | ------- | ------- | ------- | ------- | ------- |
| 11 457  | ↗11 596 | ↗11 646 | ↗11 801 | ↘10 418 | ↗10 518 | →10 518 |
| 2013    | 2014    | 2015    |         |         |         |         |
| ↗10 703 | ↗10 756 | ↗10 817 |         |         |         |         |

## История
Лаговский сельский совет образован в 1959 году, когда административный центр Львовского сельсовета был перенесён в деревню Лаговское. В 1994 году он был преобразован в Лаговский сельский округ.
В ходе муниципальной реформы 2004—2005 годовСынковский сельский округ прекратил своё существование как муниципальная единица. При этом все его населённые пункты были переданы в сельское поселение Лаговское.
Муниципальное образование сельское поселение Лаговское в существующих границах было образовано в 2005 году на основании Закона Московской области от 28 февраля 2005 года № 65/2005-ОЗ «О статусе и границах Подольского муниципального района и вновь образованных в его составе муниципальных образований».
Устав сельского поселения был принят 11 апреля 2006 года.
1 июня 2015 года поселение было упразднено вместе с Подольским муниципальным районом и его территория была передана в состав городского округа Подольск.

### Изменения в составе
Первоначально, в 2005 году, в состав поселения вошли 27 населённых пунктов бывшего Лаговского сельского округа (посёлки: центральной усадьбы совхоза «Подольский», дома отдыха «Лесные Поляны», Железнодорожный, Леспроект, Леспромхоза, Радиоцентра «Романцево», Сертякино; деревни: Александровка, Алтухово, Бережки, Большое Толбино, Бородино, Борьево, Валищево, Дмитрово, Коледино, Лаговское, Лопаткино, Лучинское, Малое Толбино, Матвеевское, Меньшово, Никулино, Романцево, Северово, Сергеевка, Сертякино) и 11 населённых пунктов бывшего Сынковского сельского округа (посёлки: МИС 2-участка, Подольской машинно-испытательной станции; село Сынково; деревни: Гривно, Мотовилово, Новогородово, Новоселки, Пузиково, Слащёво, Харитоново, Хряслово).
Административным центром был посёлок центральной усадьбы совхоза «Подольский».
Позднее посёлок дома отдыха «Лесные поляны» был переименован в посёлок Лесные Поляны, посёлок Леспромхоза — в посёлок Сосновый Бор. На территории поселения были образованы 2 новых населённых пункта: посёлок Молодёжный и деревня Новоколедино.
В 2006 году посёлок МИС 2-участка был включён в состав деревни Слащёво, а посёлок центральной усадьбы совхоза «Подольский» — в состав посёлка Железнодорожный; административный центр поселения при этом также был перенесён в посёлок Железнодорожный.
В итоге по состоянию на март 2011 года в состав сельского поселения Лаговское входили 8 посёлков, 1 село и 29 деревень.

## Состав сельского поселения
| №  | Населённый пункт                         | Тип населённого пункта          | Население |
| -- | ---------------------------------------- | ------------------------------- | --------- |
| 1  | Александровка                            | деревня                         | ↗70       |
| 2  | Алтухово                                 | деревня                         | ↗44       |
| 3  | Бережки                                  | деревня                         | ↗252      |
| 4  | Большое Толбино                          | деревня                         | ↘67       |
| 5  | Бородино                                 | деревня                         | ↗88       |
| 6  | Борьево                                  | деревня                         | ↗166      |
| 7  | Валищево                                 | деревня                         | ↗99       |
| 8  | Гривно                                   | деревня                         | ↗42       |
| 9  | Дмитрово                                 | деревня                         | ↗61       |
| 10 | Железнодорожный                          | посёлок, административный центр | ↗1378     |
| 11 | Коледино                                 | деревня                         | ↗65       |
| 12 | Лаговское                                | деревня                         | ↘138      |
| 13 | Лесные Поляны                            | посёлок                         | ↘214      |
| 14 | Леспроект                                | посёлок                         | ↘263      |
| 15 | Лопаткино                                | деревня                         | ↘6        |
| 16 | Лучинское                                | деревня                         | ↗33       |
| 17 | Малое Толбино                            | деревня                         | ↗53       |
| 18 | Матвеевское                              | деревня                         | ↗190      |
| 19 | Меньшово                                 | деревня                         | ↗39       |
| 20 | Молодёжный                               | посёлок                         | 2431      |
| 21 | Мотовилово                               | деревня                         | →5        |
| 22 | Новоколедино                             | деревня                         | 6         |
| 23 | Никулино                                 | деревня                         | ↘140      |
| 24 | Новогородово                             | деревня                         | ↘18       |
| 25 | Новоселки                                | деревня                         | ↗43       |
| 26 | Подольской машинно-испытательной станции | посёлок                         | ↗1930     |
| 27 | Пузиково                                 | деревня                         | ↗10       |
| 28 | Радиоцентра «Романцево»                  | посёлок                         | ↘580      |
| 29 | Романцево                                | деревня                         | ↗154      |
| 30 | Северово                                 | деревня                         | ↗299      |
| 31 | Сергеевка                                | деревня                         | ↗300      |
| 32 | Сертякино                                | деревня                         | ↘75       |
| 33 | Сертякино                                | посёлок                         | ↗112      |
| 34 | Слащёво                                  | деревня                         | ↗107      |
| 35 | Сосновый Бор                             | посёлок                         | ↗71       |
| 36 | Сынково                                  | село                            | ↗849      |
| 37 | Харитоново                               | деревня                         | ↘2        |
| 38 | Хряслово                                 | деревня                         | ↗18       |

## Органы местного самоуправления
Структуру органов местного самоуправления сельского поселения Лаговское составляют:
- Совет депутатов сельского поселения Лаговское;
- глава сельского поселения Лаговское;
- администрация сельского поселения Лаговское.

Совет депутатов сельского поселения Лаговское состоит из депутатов, избираемых на муниципальных выборах на основе всеобщего равного и прямого избирательного права при тайном голосовании сроком на 5 лет. Совет депутатов сельского поселения Лаговское состоит из 15 депутатов.
Почтовый адрес главы, администрации и Совета депутатов сельского поселения Лаговское: 142181, Московская область, Подольский район, п. Железнодорожный, ул. Б. Серпуховская, д. 214в.

## Экономика и инфраструктура
Основа местной экономики — сельское хозяйство, хотя имеются и многочисленные промышленные предприятия. Посевная площадь сельскохозяйственных культур в хозяйствах населения сельских поселений по состоянию на 2009 года — 189,3 гектар (из них 101,3 — под картофель). На территории поселения находится ФГУ «Подольская машиноиспытательная станция», созданная на основании приказа Министерства сельского хозяйства СССР № 782 от 22 июня 1949 года. Предприятие специализируется на испытаниях машин для животноводства и кормопроизводства. Другие крупнейшие предприятия — Инжиниринговое научно-производственное предприятие «ВНИИСТ-Подолье» в деревне Большое Толбино (разработка и производство технических устройств для строительства магистрального трубопроводного транспорта нефти, газа и нефтепродуктов), производственная база «Толбино» группы компаний «СК МОСТ» (производство железобетонных изделий, металлоконструкций).
Общая протяжённость автодорог общего пользования местного значения на конец 2009 года — 82,9 км, из них с твёрдым покрытием — 47,7 км.
Число самостоятельных больничных учреждений и отделений в составе больничных учреждений и других ЛПУ — 5 единиц. 5 дошкольных образовательных учреждения, 4 общеобразовательное учреждение. 4 учреждения культурно-досугового типа, 5 библиотек.

## Достопримечательности
Памятники архитектуры и садово-паркового искусства сельского поселения:
- Усадьба «Воробьево»
- Парк усадьбы «Бережки»
- Церковь Успения Богородицы (1906—1919)
- Церковь Троицы (1815—1822)
- Парк усадьбы «Меньшово»
- Парк усадьбы «Никулино-Спасское»
- Церковь Спаса Преображения (1697)
- Парк усадьбы «Романцево»
- Парк усадьбы «Воскресенское-Сертякино»
- Церковь Воскресения Христова (1847—1859)
- Музей «Славянский Кремль» — частный музей путешественника Виталия Сундакова рядом с деревнями Валищево и Лопаткино[31]

## Комментарии
1. ↑  С 1 ноября 2002 года, согласно Постановлению Губернатора МО от 04.04.2002 № 76-ПГ Архивная копия от 15 июля 2015 на Wayback Machine, в состав деревни включён посёлок отделения совхоза «Бережки».
2. ↑  Согласно Постановлению Губернатора МО от 18.08.2006 № 110-ПГ Архивная копия от 13 мая 2021 на Wayback Machine в состав посёлка Железнодорожный был включён посёлок центральной усадьбы совхоза «Подольский»
3. ↑  Закон МО от 15.10.2005 № 218/2005-ОЗ Архивная копия от 4 марта 2016 на Wayback Machine. Название присвоено согласно Постановлению Правительства Российской Федерации № 468 от 30 июля 2005 года, последовавшему за Постановлением Мособлдумы от 09.02.2005 № 14/128-П Архивная копия от 4 марта 2016 на Wayback Machine (см. Перечень переименованных географических объектов Российской Федерации в алфавитной последовательности новых наименований (недоступная ссылка) (PDF, 307 КБ)). Ранее — посёлок дома отдыха «Лесные поляны».
4. ↑  Закон МО от 11.04.2006 № 52/2006-ОЗ Архивная копия от 3 октября 2017 на Wayback Machine. Название присвоено образованному на территории Лаговского сельского округа посёлку согласно Постановлению Правительства Российской Федерации № 722 от 5 декабря 2005 года, последовавшему за Постановлением Мособлдумы 27.04.2005 № 7/138-П Архивная копия от 3 октября 2017 на Wayback Machine (см. Перечень наименований, присвоенных географическим объектам Российской Федерации Архивная копия от 11 февраля 2015 на Wayback Machine (PDF, 427 КБ)). Ранее — Городок-1, Толбино, Подольск-13.
5. ↑  Закон МО от 11.04.2006 № 52/2006-ОЗ Архивная копия от 3 октября 2017 на Wayback Machine. Название присвоено образованной на территории Лаговского сельского округа деревне согласно Постановлению Правительства Российской Федерации № 722 от 5 декабря 2005 года, последовавшему за Постановлением Мособлдумы 27.04.2005 № 7/138-П Архивная копия от 3 октября 2017 на Wayback Machine (см. Перечень наименований, присвоенных географическим объектам Российской Федерации Архивная копия от 11 февраля 2015 на Wayback Machine (PDF, 427 КБ)).
6. ↑  Согласно Постановлению Губернатора МО от 19.12.2006 № 166-ПГ Архивная копия от 15 июля 2015 на Wayback Machine, в состав деревни включён посёлок МИС 2-участка.
7. ↑  Переименован Постановлением Правительства Российской Федерации № 647 от 8 августа 2009 года (см. Перечень переименованных географических объектов Российской Федерации в алфавитной последовательности новых наименований (недоступная ссылка) (PDF, 307 КБ)). Прежнее название — посёлок Леспромхоза.